# Pereiro de Aguiar
Pereiro de Aguiar (en gallego y oficialmente O Pereiro de Aguiar) es un municipio que está situado al este de Orense, en la provincia homónima (Galicia, España). Está compuesto por varios pueblos, aldeas y urbanizaciones, entre ellos Casdemiro, San Benito, Loñoá, Vilaboa, Xubande, Cebreiros. También se encuentra en este municipio la prisión provincial de Orense que tiene una población de aproximadamente 500 internos. Su extensión es de 61,1 kilómetros cuadrados. Posee una población de 5326 habitantes (año 2003) y está compuesto por 13 parroquias.

## Geografía
Integrado en la comarca de Orense, la sede del concello se sitúa a 8 kilómetros de la capital provincial. El término municipal está atravesado por la carretera N-120 entre los pK 557 y 562, además de por la carretera OU-536, que une Orense con Castro Caldelas, y por numerosas carreteras locales que permiten la comunicación entre las parroquias. 
El relieve del municipio está definido por las tierras que ocupan la margen izquierda del río Miño antes de entrar en la capital orensana que represa sus aguas en el embalse de Velle. Por el territorio también discurre el río Loña, verdadero nervio axial del municipio, dejando a su paso otros dos embalses que abastecen de agua a la capital provincial (Cachamuíña y Castadón). Las mayores alturas podemos encontrarlas en la zona oriental, donde se llegan a alcanzar los 686 metros cerca de las parroquias de Covas y Chaodarcas. En la zona occidental, las mayores elevaciones se encuentran cerca de la parroquia de Lamela, donde se llegan a los 463 metros. La altitud oscila entre los 686 metros al este y los 120 metros a orillas del río Miño. La capital del municipio se alza a 316 metros sobre el nivel del mar. 
| Noroeste: Coles  | Norte: La Peroja y Nogueira de Ramuín          | Noreste: Nogueira de Ramuín |
| Oeste: Orense    |                                                | Este: Esgos                 |
| Suroeste: Orense | Sur: San Ciprián de Viñas y Paderne de Allariz | Sureste: Paderne de Allariz |

## Historia
Una moderna teoría [¿cuál?] situaría en la localidad una de las posibles ubicaciones del mítico Monte Medulio, en un monte que lleva por nombre "O Castelo", y en el que, al pie de un antiguo camino real llamado "Portocarro", se puede leer, grabada en una gran roca, la inscripción "Sicenata Pacata" (quietos y pacificados), en caracteres latinos e indígenas.
Los Castros encontrados en la parroquia de Chaodarcas, población perteneciente al Municipio de Pereiro de Aguiar, nos demuestra que ha estado habitada desde muy antiguo. También se está valorando la posibilidad de la existencia de una estación romana en el lugar de los Baños, por los restos de cerámica encontrada y las lápidas de carácter milenario que se encuentran en la parroquia de Pereiro.

## Geografía humana

### Demografía
Cuenta con una población de 6731 habitantes (INE 2024).
| Gráfica de evolución demográfica de O Pereiro de Aguiar entre 1842 y 2021 |
| |
| Población de derecho según los censos de población del INE Población de hecho según los censos de población del INEEn este censo se denominaba Pereiro: 1842 En estos censos se denominaba Pareiro de Aguiar: 1857, 1860, 1877, 1887, 1897, 1900, 1910, 1920, 1930, 1940, 1950, 1960, 1970, 1981 y 1991 |

### Organización territorial
El municipio está formado por noventa y cuatro entidades de población distribuidas en trece parroquias:
- Calvelle (San Miguel)
- Chaodarcas (Santa Ana)
- Covas (San Cipriano)[6][9]
- Lamela[7] (Santa María)[6][8]
- Melias (Santa María)
- Moreiras (San Juan)[6][7][10]
- Pregigueiro[7] (San Salvador)[6][11]
- Sabadelle (San Martín)[6][12]
- San Martín de Moreiras[6][7][10]
- Santa Marta de Moreiras[7]
- Tibianes[7] (San Bernardo)[6][13]
- Triós (San Pedro)
- Villarino[7] (Santa Cristina)[6][14]

## Festividades
Entre las más conocidas hay que destacar la romería de los Gozos que se celebra en el santuario de Ntra. Sra. Dos Gozos, de la parroquia de San Xoan. En la celebración se incluyen oficios religiosos, la novena en honor a la Virgen de los Gozos y la procesión con numerosas ofrendas. En la parte gastronómica se habilita un espacio para que los visitantes pueden degustar el clásico pulpo, “carne o caldeiro” o churrasco, o comprar rosquillas y otros dulces de la zona. 
Todos los primeros domingos de mes, se celebra en el pueblo de Loñoá (parroquia de San Cibrao de Covas) una feria típica gallega, donde se puede degustar los productos típicos de la tierra en medio de un paraje singular.

## Turismo y actividades culturales
En Pereiro de Aguiar tienen reputación las vistas panorámicas que del río Miño pueden verse desde diversas poblaciones de este municipio. El tramo del río Miño que baña el municipio se utiliza para la práctica de deportes fluviales náuticos como el piragüismo. Son importantes, por estar bien conservados y por su hermosura, los hórreos y cruceiros de Chaodarcas, Outeiromeau, Parada, San Benito, Pioselo, A Pena y Caspiñón. También suelen visitarse otros monumentos históricos, como la iglesia de Santa María de Melias y la iglesia de Pazos, o el pazo Torre de Lamela de origen medieval.
Pereiro de Aguiar cuenta también con el complejo polideportivo de Monterrey, uno de los lugares de descanso y ocio que más visitan los orensanos, sobre todo en la temporada estival. El complejo tiene un conjunto de piscinas y diferentes atracciones acuáticas, pistas de atletismo, baloncesto, tenis, pádel y áreas de recreo. Un recinto hípico y una pista de karting se encuentran también en las proximidades del complejo.